# Antoni Planàs Marca
Antoni Planàs Marca (Reus, 23 d'agost del 1890 - Barcelona, 12 de setembre del 1980) va destacar com a compositor, especialment de sardanes, i violoncel·lista.
El fons documental d'Antoni Planàs es conserva a la Biblioteca de Catalunya.

## Biografia
El seu pare Miquel Planàs Mora, mestre de capella i compositor, l'inicià en els estudis de la música, que completà a l'Escola Municipal de Música de Barcelona amb els mestres Lluís Millet, Antoni Nicolau i violoncel amb Josep Soler i Ventura. Fou un dels integrants del Quartet Renaixement (1911-1921), amb Eduard Toldrà, Josep Recasens i Lluís Sànchez. També va ser membre de l'orquestra del Liceu i de l'orquestra de cambra "Enric Casals"
Escrigué diversos estils de música: obres corals, instrumentals, sardanes, i entre d'altres, obtingué el premis Institució Patxot, Festa de la Música catalana i Salves Montserratines. El Centre Català de Nova York li premià la seva obra La dama de Tremp.
Fou pare del monjo de Montserrat i també compositor, violoncel·lista i mestre de violoncel de l'escolania durant molts anys, Josep-Odiló Planàs i Mas.

## Obres

### Sardanes
Va escriure 47 sardanes. D'aquestes, una va ser escrita per a orquestra, La fontada (1920), dues per a cor, Dissabte de Glòria (1923) i La sardana santa (1949), i dues més per a dues cobles: Tardorenca (1926) i Pubillatge olotí (1968).
Algunes altres de les seves sardanes són Fresca rialla, Pics de Sant Jeroni, Acariciant, Dolç esplai, Sant Jordi, Joiosa diada, Nostres muntanyes, Blau-grana, Gentil Josefina i Lloret, joia del mar.

### Altres obres
- L'ànima de les flors, cançó per a veu i piano, amb lletra de Joan Maragall
- Dorm, fillet, dorm, coral a 4 veus, amb lletra de Miquel Saperas
- Fleur jetèe, vals per a quartet de cobla i piano
- Fruit d'un somni (1959), obra lliure de Música per a cobla, premi Barcino 1948
- Himno de la Sociedad colombófila mensajera Barcelona (1951), música d'A.Planàs i Guillem Garganta, lletra de Salvador Cuixart i Panella[2]
- Paisatge des del tren, cançó per a veu i piano, amb lletra de Josep Maria López-Picó